# Municipio de South Canaan
El municipio de South Canaan (en inglés, South Canaan Township) es una subdivisión administrativa del condado de Wayne, Pensilvania, Estados Unidos. Según el censo de 2020, tiene una población de 1793 habitantes.

## Geografía
Está ubicado en las coordenadas 41°30′53″N 75°23′50″O / 41.51472, -75.39722 (41.514624, -75.397318).

## Demografía
Según la Oficina del Censo, en 2000 los ingresos medios por hogar en la región eran de $33,177 y los ingresos medios por familia eran de $40,170. Los hombres tenían unos ingresos medios de $26,484 frente a los $22,400 para las mujeres. La renta per cápita para la localidad era de $16,706. Alrededor del 12.6% de la población estaban por debajo del umbral de pobreza.
De acuerdo con la estimación 2015-2019 de la Oficina del Censo, los ingresos medios por hogar en la región son de $59,375 y los ingresos medios por familia son de $75,156. Alrededor del 8.4% de la población está por debajo del umbral de pobreza.

## Gobierno
El municipio está gobernado por una junta de tres supervisores.